# 音楽の日
『音楽の日』（おんがくのひ、英: ONGAKUNOHI）は、TBS系列で2011年から毎年（主に夏に）生放送されている大型音楽番組。

## 概要
2011年3月11日に発生した東日本大震災（東北地方太平洋沖地震）に際し、「一つになって歌の力でニッポンを元気づける」ことを番組のコンセプトに第1回が企画された。「テレビ史上・音楽史上過去に例がない約7時間45分という長時間での放送」という触れ込みで同年7月16日 19:00 - 17日 2:40（JST、17日 0:18 - 0:40は中断）にかけて放送された。TBSでの真夏の生放送音楽系特別番組は1996年から1998年の8月に放送された『メガヒットライブ』以来となる。
第2回は4時間以上短縮の3時間24分の放送だったが、第3回から第9回までは音楽番組史上最長の15時間（中断時間帯含む）で、昼から翌日の早朝にかけて放送された。
第5回はTBSテレビ開局60周年特別企画として放送され、同局のアーカイブからTBSの音楽番組の歴史を振り返る特集企画が組み込まれた。
第10回以降は新型コロナウイルス感染拡大防止の観点から無観客での放送となり、深夜の枠は実施されていない。
第11回は震災発生から10年となる2021年3月11日に「特別編」として放送された。
フジテレビ系列の『FNS歌謡祭 夏（旧：FNSうたの夏まつり）』・『FNS歌謡祭』、日本テレビ系列の『THE MUSIC DAY』・『ベストアーティスト』や、テレビ東京系列の『テレ東音楽祭』とは異なり、演歌歌手も出演している。

## 放送データ
| 回 | 放送日        | 放送時間 | 総合司会 | 総合司会   | テーマ                     | 大トリ               | 備考                                                                            |
| -- | ------------- | --- | -------- | ---------- | -------------------------- | -------------------- | ------------------------------------------------------------------------------- |
| 1  | 2011年7月16日 | 19:00 - 翌0:18（第1部） 0:40 - 2:40（第2部） | 中居正広 | 安住紳一郎 |                            |                      |                                                                                 |
| 2  | 2012年7月14日 | 18:30 - 21:54 | 中居正広 | 安住紳一郎 |                            | SMAP                 |                                                                                 |
| 3  | 2013年6月29日 | 14:00 - 17:30（第1部） 18:50 - 19:00（もうすぐ音楽の日） 19:00 - 翌0:30（第2部） 0:45 - 2:00（第3部） 2:00 - 5:00（第4部）                      | 中居正広 | 安住紳一郎 |                            |                      |                                                                                 |
| 4  | 2014年8月2日  | 14:00 - 17:30（第1部） 18:50 - 19:00（もうすぐ音楽の日） 19:00 - 翌0:30（第2部） 0:45 - 2:00（第3部） 2:00 - 5:00（第4部）                      | 中居正広 | 安住紳一郎 |                            |                      |                                                                                 |
| 5  | 2015年6月27日 | 14:00 - 17:00（第1部） 18:25 - 18:30（もうすぐ!音楽の日） 18:30 - 23:09（第2部） 23:45 - 翌0:45（CDTV SP・第1部） 0:45 - 5:00（CDTV SP・第2部） | 中居正広 | 安住紳一郎 |                            |                      |                                                                                 |
| 6  | 2016年7月16日 | 14:00 - 17:30（第1部） 18:30 - 21:54（第2部） 23:45 - 翌5:00（CDTV SP）                                                                         | 中居正広 | 安住紳一郎 | ツナグ                     |                      |                                                                                 |
| 7  | 2017年7月15日 | 14:00 - 21:54（第1部） 23:45 - 翌5:00（第2部）                                                                                                  | 中居正広 | 安住紳一郎 | 未来への一歩               |                      |                                                                                 |
| 8  | 2018年7月14日 | 14:00 - 21:54（第1部） 23:45 - 翌5:00（第2部）                                                                                                  | 中居正広 | 安住紳一郎 | アノ日の歌                 |                      |                                                                                 |
| 9  | 2019年7月13日 | 14:00 - 21:54（第1部） 23:45 - 翌5:00（第2部）                                                                                                  | 中居正広 | 安住紳一郎 | 汗                         |                      |                                                                                 |
| 10 | 2020年7月18日 | 14:00 - 23:18 | 中居正広 | 安住紳一郎 | 日本の元気！               | 嵐                   | 今回以降は原則無観客開催                                                        |
| 11 | 2021年3月11日 | 19:00 - 22:57 | 中居正広 | 安住紳一郎 |                            | Bank Band feat.MISIA | 11回目にして初の平日・春期放送 宮城県・セキスイハイムスーパーアリーナから生放送 |
| 12 | 2021年7月17日 | 14:00 - 21:54 | 中居正広 | 安住紳一郎 | みんなを笑顔にする「Wa！」 | Bank Band feat.MISIA |                                                                                 |
| 13 | 2022年7月16日 | 12:44 - 14:00（もうすぐ音楽の日） 14:00 - 21:54                                                                                                 | 江藤愛   | 安住紳一郎 | メッセージ〜届けたい歌〜   | MONGOL800            |                                                                                 |
| 14 | 2023年7月15日 | 14:00 - 21:54 | 中居正広 | 安住紳一郎 | GIFT ギフト                | MISIA                |                                                                                 |
| 15 | 2024年7月13日 | 14:00 - 21:56 | 中居正広 | 安住紳一郎 | hope!音楽のチカラ          |                      |                                                                                 |
| 16 | 2025年7月19日 | 14:00 - 21:56 | 江藤愛   | 安住紳一郎 | ココロひびけ。             | Snow Man             |                                                                                 |

## 出演者（2010年代）

### 第1回（2011年）
- 放送日時：2011年7月16日 19:00[注 5] - 17日 0:18（第1部）、0:40 - 2:40（第2部）[注 6]

総合司会
- 中居正広（当時：SMAP）
- 安住紳一郎（TBSアナウンサー）

出演アーティスト
- 秋川雅史
- いきものがかり
- 石川さゆり
- 板野友美
- AKB48
- SKE48
- Every Little Thing
- EXILE
- 小椋佳
- 加藤ミリヤ×清水翔太
- 加山雄三
- KARA
- Kis-My-Ft2
- KinKi Kids[注 7]
- 倉木麻衣
- 倖田來未
- 郷ひろみ
- さとう宗幸
- シド
- JUJU
- スキマスイッチ
- SCANDAL
- SPEED
- SMAP
- 7!!
- 世良公則
- T.M.Revolution
- 德永英明
- ドリーム モーニング娘。
- ナオト・インティライミ
- 中川翔子
- 西田敏行
- 西野カナ
- Not yet
- Perfume
- 氷川きよし
- FUNKY MONKEY BABYS
- flumpool
- ベッキー♪♯
- 槇原敬之
- 南こうせつ
- 森山良子
- 遊助
- 両さん（香取慎吾）
- Rake

中継リポーター
- 三雲孝江（宮城県仙台市の『東北六魂祭』の会場より出演）
- 枡田絵理奈
- 加藤シルビア

ゲスト
- 渡辺えり

- 出演アーティストは45組で、メドレーを含め81曲が披露された。
- 一部アーティストは仙台から中継（中継協力:東北放送）で出演した。また、郷ひろみは当日コンサートを開催していた山形県県民会館（中継協力:テレビユー山形）より、AKB48は放送翌週のコンサートのリハーサルを行なっていた千葉県浦安市のイクスピアリからそれぞれ中継で出演した。また、番組内では触れられていなかったものの、いきものがかりとPerfumeは事前録画での出演となっている。
- スタジオ観覧は被災地である東北6県の在住者が招待される形となった。
- 中居は翌週の23日 - 24日は『FNS27時間テレビ2011』（フジテレビ系列）の総合司会を務めており、2週続けて長時間番組のメインを担う格好となった。また、安住・三雲・渡辺は通常時に当該枠で生放送される『情報7days ニュースキャスター』の出演者で、放送前週である9日放送分の『Nキャス』内エンディングで安住より本番組の宣伝並びに2人の出演発表が行われた。
- 第2部はローカルセールス扱いで、チューリップテレビ・中部日本放送・琉球放送以外の系列局はフルネット。
- 視聴率は16.2%（第1部）

### 第2回（2012年）
- 放送日時：2012年7月14日 18:30[注 8] - 21:54

総合司会
- 中居正広（当時：SMAP）
- 安住紳一郎（TBSアナウンサー）

出演アーティスト
- 芦田愛菜
- いきものがかり
- 石川さゆり
- 梅沢富美男
- AKB48
- EXILE
- 加山雄三
- Kis-My-Ft2
- 桑田佳祐
- 小林旭
- 少女時代
- SMAP
- 千昌夫
- 玉城千春（Kiroro）[注 9]
- 德永英明
- 西田敏行
- 西野カナ
- Perfume
- FUNKY MONKEY BABYS
- プリンセス プリンセス
- 槇原敬之
- ゆず

中継リポーター
- 小野美希（当時：TUFアナウンサー）
- 奥村奈穂美（IBCアナウンサー）
- 名久井麻利（TBCアナウンサー）
- 加藤シルビア（TBSアナウンサー）

- 「『歌の力』を集結させよう!」をコンセプトに[2]、22組のアーティストが出演した。
- 出演アーティストのうち、梅沢富美男、玉城千春、西田敏行は福島県郡山市にある多目的ホール「ビッグパレットふくしま」（中継協力:テレビユー福島）から、石川さゆりは宮城県東松島市の大曲浜（中継協力:東北放送）、千昌夫は岩手県陸前高田市（中継協力:IBC岩手放送）から、桑田佳祐は東京プリンスホテルの屋上からそれぞれ中継で出演した。また、番組内では触れられていなかったものの、EXILE、少女時代、徳永英明、プリンセス・プリンセスの4組はスケジュールの事情で事前収録での出演となった。
- 前年に比べると放送時間が3時間24分に短縮された[5]が、翌日（15日）0:15からは『CDTV』の特別版「CDTVスペシャル!夏フェス2012」を5:00まで生放送（一部地域は2:00まで）。また、2部構成であった前年とは異なり本編は全ネット局で放送時間が統一された（プレ番組は除く）。
- 前年と異なり、歌唱者以外のゲストの出演がなかった。

### 第3回（2013年）
- 放送日時：2013年6月29日 14:00 - 17:30（第1部）・18:50 - 19:00（もうすぐ音楽の日）・19:00 - 30日 0:30（第2部）・0:45 - 2:00（第3部）・2:00 - 5:00（第4部）[注 10]

総合司会
- 中居正広（当時：SMAP）
- 安住紳一郎（TBSアナウンサー）

出演アーティスト
- AI
- aiko
- 杏里
- 家入レオ
- いきものがかり
- 石川さゆり
- 板野友美
- イルカ
- AKB48
- SKE48
- NMB48
- HKT48
- A.B.C-Z
- EXILE ATSUSHI
- 大塚愛
- 小椋佳
- 柏木由紀
- 加藤登紀子
- 片平里菜
- 加藤ミリヤ
- 加藤ミリヤ×清水翔太
- 華原朋美
- 加山雄三
- Kis-My-Ft2
- きゃりーぱみゅぱみゅ
- 久保田利伸
- ケラケラ
- 香西かおり
- 剛力彩芽
- ゴールデンボンバー
- ゴスペラーズ
- コブクロ
- C&K
- JAY'ED
- シド
- 清水翔太
- シャ乱Q
- JUJU
- 水前寺清子
- スキマスイッチ
- SPYAIR
- SMAP
- SEKAI NO OWARI
- Sexy Zone[注 11]
- 世良公則
- 千昌夫
- ソナーポケット
- DAIGO
- 高橋みなみ
- TRF
- T.M.Revolution
- T.M.Revolution×水樹奈々
- 德永英明
- 9nine
- ナオト・インティライミ
- 中川翔子
- 夏川りみ
- 新沼謙治
- 錦野旦
- 西田敏行
- 西野カナ
- 乃木坂46
- back number
- Perfume
- BEGIN
- Hilcrhyme
- ファンキー加藤
- 福原遥
- 福原美穂
- 普天間かおり
- ベッキー♪#
- BENI
- 堀内孝雄
- ポルノグラフィティ
- 前川清
- 槇原敬之
- 松平健
- 水樹奈々
- miwa
- MINMI
- モーニング娘。
- ももいろクローバーZ
- 森高千里
- 八代亜紀
- 山下智久
- 由紀さおり
- ゆず
- 吉幾三
- RAM WIRE
- Rake
- 渡辺麻友

中継リポーター
- 冨田奈央子（当時：IBCアナウンサー）
- 神山浩樹（IBCアナウンサー）
- 大久保悠（TBCアナウンサー）
- 袴田彩会（当時：TBCアナウンサー）
- 渡辺奈菜（当時：TUFアナウンサー）
- 菊池志乃（当時：RBCアナウンサー）

- 『報道特集』・『JNN NEWS』の中断時間を含めて日本の音楽番組史上歴代最長となる15時間に渡って放送された。なお、翌週の7月6日には日本テレビ系列で櫻井翔（嵐）が総合司会を務める『THE MUSIC DAY 音楽のちから』が12時間の音楽特番として放送され、これにより民放では2週連続で10時間以上に渡る長時間放送の大型音楽特番が放送された。
- 同年8月21日発売のAKB48の楽曲で、指原莉乃が初のセンターを務めた『恋するフォーチュンクッキー』が初披露された[6]。
- 出演アーティストのうち、ゴールデンボンバーは盛岡市中央卸売市場（収録協力:IBC岩手放送）からのVTR出演となった。
- 番組の放送中にインターネットの連動で、番組公式のTwitterで出番前や出番後のアーティストや番組の裏側を紹介するツイートが投稿されていた。以降、毎年行われている。

### 第4回（2014年）
- 放送日時：2014年8月2日 14:00 - 17:30（第1部）・18:50 - 19:00（もうすぐ音楽の日）・19:00 - 3日 0:30（第2部）・0:45 - 2:00（第3部）・2:00 - 5:00（第4部）[注 12]

総合司会
- 中居正広（当時：SMAP）
- 安住紳一郎（TBSアナウンサー）

コーナー司会
- 渡辺麻友（当時：AKB48）

出演アーティスト
- 相川七瀬
- aiko
- 藍井エイル
- 秋川雅史
- Ami
- Aya
- [Alexandros]
- androp
- E-girls
- 家入レオ
- いきものがかり
- 石川さゆり
- EXILE TRIBE
- EXILE TAKAHIRO
- AKB48
- SKE48
- NMB48
- HKT48
- A.B.C-Z
- 小笠原茉由
- OKAMOTO'S
- 荻野目洋子
- 河西智美
- 片平里菜
- 加藤登紀子
- 華原朋美
- 加山雄三
- Kalafina
- 川畑要
- 神田沙也加
- Kis-My-Ft2
- キマグレン
- 木村カエラ
- きゃりーぱみゅぱみゅ
- 杏子
- KinKi Kids
- キング・クリームソーダ
- クリープハイプ
- GLAY
- ゲスの極み乙女。
- ケラケラ
- ゴールデンボンバー
- 小嶋陽菜
- 近藤晃央
- Silent Siren
- さかいゆう
- 榊原郁恵
- 坂本冬美
- 指原莉乃
- 三代目 J Soul Brothers[注 13]
- ZIGGY
- シド
- cinema staff
- JUJU
- 湘南乃風
- 『Sing! Sing! Sing!』TOP10[注 14]
- スキマスイッチ
- SPICY CHOCOLATE
- SMAP
- 住岡梨奈
- SEKAI NO OWARI
- Sexy Zone
- ソナーポケット
- DAIGO
- 高橋みなみ
- 宝塚歌劇団 OG（音楽の日スペシャルユニット）[注 15]
- 玉置浩二
- chay
- TUBE
- つるの剛士
- TEE
- T.M.Revolution
- 德永英明
- TRUSTRICK
- Dream
- Dream5
- ナオト・インティライミ
- 中村雅俊
- 中山優馬
- 新沼謙治
- 新山詩織
- 西内まりや
- 錦野旦
- 西野カナ
- 乃木坂46
- back number
- 服部克久
- HAN-KUN
- 一青窈
- ファンキー加藤
- フェアリーズ
- 舞祭組
- 藤あや子
- Flower
- フレンチ・キス
- BENI
- ポルノグラフィティ
- 松村和子
- 三浦祐太朗
- 峯岸みなみ
- miwa
- MINMI
- May J.
- メレンゲ
- 森高千里
- 森山直太朗
- 保田圭
- 山下智久
- 山本彩
- 吉田山田
- Rihwa
- 渡辺麻友

中継リポーター
- 井手麻実（当時：ATVアナウンサー）
- 松原友希（IBCアナウンサー）
- 小野美希（当時：TUFアナウンサー）
- 豊崎由里絵（当時：MBSアナウンサー）

応援ゲスト
- ジバニャン（妖怪ウォッチ）

- 出演するアーティストは合計で111組となった。
- 今回は、『UTAGE!』・『Sing! Sing! Sing!』のコラボコーナーが設けられた。ベテラン歌手は第一部、トップアーティストは第二部、若手アーティストは第三部の出演となった。例外として、Dream5とキング・クリームソーダは『妖怪ウォッチ』の主題歌を務めた関係上子供に配慮したため、HKT48は18歳以下のメンバーが多く、『Sing! Sing! Sing!』TOP10には高校在学中だった者がいたため、労働基準法の関係上第1部の出演となった。
- 中居は前週の7月26日 - 27日は『FNS27時間テレビ2014』（フジテレビ系列）の総合司会をSMAPとして務めており、2011年以来3年ぶりに逆の形として2週続けて長時間番組のメインを担う格好となった。
- 出演アーティストのうち、福岡ドームでコンサートを行っていたKis-My-Ft2は事前収録の形でVTR出演。舞祭組は第2部の『UTAGE!』コーナーに生出演した（歌唱部分は事前収録）。この為、Kis-My-Ft2の出演時間が繰り上がり、2部の森高千里の出演時間が繰り下がった[7]。
- 『情熱大陸 SPECIAL LIVE SUMMER TIME BONANZA'14 大阪公演』の万博記念公園会場より中継で、玉置浩二と一緒に出演する予定だった大阪府立清水谷高等学校合唱部が放送前日に出演を取りやめる事態となったが、そもそもイベントのスポンサーにアサヒビールが含まれており、高校へ出演を依頼した毎日放送による不手際であった[8]。

### 第5回（2015年）
- 放送日時：2015年6月27日 14:00 - 17:00（第1部）・18:25 - 18:30（もうすぐ!音楽の日）・18:30 - 23:09（第2部）・23:45 - 28日 0:45（CDTV SP・第1部）・0:45 - 5:00（CDTV SP・第2部）[注 16]

総合司会
- 『音楽の日』
  - 中居正広（当時：SMAP）
  - 安住紳一郎（TBSアナウンサー）
- 『CDTVスペシャル! 音楽の日 朝までライブ』
  - 吉田明世（TBSアナウンサー）
  - 国山ハセン（同上）[9]

『音楽の日』出演アーティスト
- aiko
- E-girls
- いきものがかり
- 石川さゆり
- 五木ひろし
- AKB48
- SKE48
- NMB48
- HKT48
- EXILE
- 岡本真夜
- 海援隊
- 華原朋美
- 樹木希林
- 岸谷香
- Kis-My-Ft2
- きゃりーぱみゅぱみゅ
- キング・クリームソーダ
- クリス・ハート
- 香西かおり
- 郷ひろみ
- 坂本冬美
- さだまさし
- 三代目 J Soul Brothers
- JUJU
- スキマスイッチ
- SMAP
- SEKAI NO OWARI
- Sexy Zone
- 高橋優
- Chage
- Dream5
- 西内まりや
- 西野カナ
- ニャーKB with ツチノコパンダ
- 乃木坂46
- 秦基博
- Perfume
- 平井堅
- フェアリーズ
- 藤あや子
- Flower
- 舞祭組
- ポルノグラフィティ
- 森高千里
- 山本彩
- ゆず
- Little Glee Monster[注 17]
- 和田アキ子
- 渡辺美里
- WaT

『CDTVスペシャル! 音楽の日 朝までライブ』出演アーティスト
- 藍井エイル
- アルスマグナ
- [Alexandros]
- 板野友美
- A.B.C-Z
- 大原櫻子
- OKAMOTO'S
- 片平里菜
- KANA-BOON
- Charisma.com
- KEYTALK
- 氣志團
- キマグレン
- きゃりーぱみゅぱみゅ
- ℃-ute
- 空想委員会
- Crystal Kay
- グッドモーニングアメリカ
- GLIM SPANKY
- ゴールデンボンバー
- 佐々木真央
- シシド・カフカ
- Thinking Dogs
- C&K
- GENERATIONS from EXILE TRIBE
- SPYAIR
- SEKAI NO OWARI
- AAA
- Dream Ami
- 中谷優心
- 中山優馬
- 新山詩織
- 西野カナ
- back number
- Perfume
- vivid undress
- flumpool
- BLUE ENCOUNT
- BREAKERZ
- 三浦大知
- MINMI
- 安田レイ
- 吉田山田
- Rihwa
- wacci

- 今回は2015年6月27日 14:00 - 23:09に当番組が放送され、同日 23:45 - 28日 5:00には『音楽の日』として『CDTVスペシャル! 音楽の日 朝までライブ』が放送された。
- 出演するアーティストは、『音楽の日』は最終発表時点で50組、『CDTVスペシャル! 音楽の日 朝までライブ』は最終発表時点で46組となった。
- 郷ひろみは樹木希林とのデュエットで、かつて2人が共演したTBSのテレビドラマ『ムー』（1977年）の劇中歌「お化けのロック」と『ムー一族』（1978年）の劇中歌「林檎殺人事件」を熱唱し、36年ぶりの共演を果たした。

### 第6回（2016年）
- 放送日時：2016年7月16日 14:00 - 17:30（第1部）・18:30 - 21:54（第2部）・23:45 - 17日 5:00（CDTV SP）[注 18]

総合司会（『音楽の日』）
- 中居正広（当時：SMAP）
- 安住紳一郎（TBSアナウンサー）

進行（生放送パート）
- 『音楽の日×CDTV -朝まで夏フェス! 2016-』
  - 石井大裕（TBSアナウンサー）
  - 古谷有美（同上）
  - 国山ハセン（同上）
  - 笹川友里（同上）
  - 宇内梨沙（同上）

進行（収録パート）
- 『音楽の日×CDTV -朝まで夏フェス! 2016-』
  - 江藤愛（TBSアナウンサー）
  - 宇垣美里（当時：TBSアナウンサー）

『音楽の日』出演アーティスト
- 絢香
- E-girls
- いきものがかり
- 石川さゆり
- AKB48
- SKE48
- NMB48
- HKT48
- 大友康平
- 尾崎裕哉
- 華原朋美
- 加山雄三
- Kis-My-Ft2
- きゃりーぱみゅぱみゅ
- 桐谷健太
- KinKi Kids
- 桑田佳祐
- 郷ひろみ
- コブクロ
- 坂本冬美
- 三代目 J Soul Brothers from EXILE TRIBE
- JUJU
- スキマスイッチ
- 鈴木雅之
- スピッツ
- SEKAI NO OWARI
- Sexy Zone
- DAIGO
- 高橋優
- TRICERATOPS
- DREAMS COME TRUE
- 内藤やす子
- 西内まりや
- 西野カナ
- NEWS
- 乃木坂46
- NOKKO
- 秦基博
- Perfume
- 平井堅
- 藤あや子
- 松山千春
- 森山直太朗
- 八代亜紀
- Little Glee Monster
- 和田アキ子
- 渡辺美里

『音楽の日×CDTV -朝まで夏フェス! 2016-』アーティスト
- aiko
- 藍井エイル
- アルスマグナfeat.九瓏幸子
- [Alexandros]
- anderlust
- 家入レオ
- AKB48
- SKE48
- NMB48
- A.B.C-Z
- EXILE THE SECOND
- 大原櫻子
- 片平里菜
- きゃりーぱみゅぱみゅ
- ℃-ute
- クリープハイプ
- Crystal Kay
- GLIM SPANKY
- 欅坂46
- さかなクン
- GENERATIONS from EXILE TRIBE
- シシド・カフカ
- ジャニーズWEST[注 19]
- 湘南乃風
- SPYAIR
- 瀬川あやか
- chay
- 東京スカパラダイスオーケストラ
- Dream Ami
- AAA
- 新山詩織
- 西内まりや
- 西野カナ
- 奏基博
- Perfume
- 藤原さくら
- Brian the Sun
- Flower
- flumpool
- BREAKERZ
- ふわふわ
- ポルノグラフィティ
- 三浦大知
- Mrs. GREEN APPLE
- miwa
- モーニング娘。'16
- UNICORN
- RADIO FISH

- 今回は2016年7月16日 14:00 - 21:54に当番組が放送され、同日 23:45 - 17日 5:00には『音楽の日』として『音楽の日×CDTV -朝まで夏フェス! 2016-』が放送された。また、江藤愛アナウンサーが初めて『音楽の日』に関わった。
- 出演するアーティストは、『音楽の日』は最終発表時点で47組、『音楽の日×CDTV -朝まで夏フェス! 2016-』は最終発表時点で48組となった。
- 番組放送開始以来、毎年出演していたSMAPが出演を辞退[10][11][12]。前年の2015年が最後の出演となった。

### 第7回（2017年）
- 放送日時：2017年7月15日 14:00 - 21:54（第1部）・23:45 - 16日 5:00（第2部）[注 20]

総合司会（第1部）
- 中居正広
- 安住紳一郎（TBSアナウンサー）

スペシャルサポーター（第2部、朝まで応援サポーター）
- 梅沢富美男

進行（第2部）
- 江藤愛（TBSアナウンサー）
- 石井大裕（同上）
- 伊東楓（同上）

出演アーティスト
- AI&渡辺直美
- 青山テルマ
- aiko
- 絢香
- [Alexandros]
- Anly
- E-girls
- 家入レオ
- 石川さゆり
- 井上苑子
- 梅沢富美男
- ウルフルズ
- AKB48
- SKE48
- NMB48
- HKT48
- NGT48
- A.B.C-Z
- EXILE THE SECOND
- F-BLOOD
- 大竹しのぶ
- 大原櫻子
- OKAMOTO'S
- 尾崎裕哉
- ORANGE RANGE
- KANA-BOON
- 加山雄三
- 氣志團
- Kis-My-Ft2
- KICK THE CAN CREW
- きゃりーぱみゅぱみゅ
- 桐谷健太
- Creepy Nuts
- クレイジーケンバンド
- CHEMISTRY
- 欅坂46
- 研ナオコ
- 香西かおり
- 米米CLUB
- the peggies
- JY
- GENERATIONS from EXILE TRIBE
- 島津亜矢
- ジャニーズWEST
- 湘南乃風
- スキマスイッチ
- 鈴木雅之
- SEKAI NO OWARI
- Sexy Zone
- 高橋優
- 竹原ピストル
- TEE
- T.M.Revolution
- DEAN FUJIOKA
- Chay
- TUBE
- TOKIO
- 德永英明
- 長渕剛
- 新妻聖子
- 西野カナ
- NEWS
- 乃木坂46
- NOBU
- HOWL BE QUIET
- 秦基博
- はなわ
- Perfume
- HELLO!PROJECT[注 21]
- Beverly
- 平井堅
- Hilcrhyme
- V6
- フェアリーズ
- 舞祭組
- 藤井フミヤ
- Brian the Sun
- flumpool
- BLUE ENCOUNT
- FLOW
- FlowBack
- ふわふわ
- Hey! Say! JUMP
- BENI
- ぼくのりりっくのぼうよみ
- 堀内孝雄
- ポルノグラフィティ
- MAX
- 三浦大知
- 三浦祐太朗
- 水樹奈々
- 水谷千重子
- miwa
- モーニング娘。'17
- 山崎育三郎
- 山本彩
- ゆず
- UNIONE
- LiSA
- Little Glee Monster
- Leola
- REBECCA
- 和田アキ子
- 渡辺美里

- 今回は3年ぶりに全編通して『音楽の日』として放送された[注 22]。
- KinKi Kidsが放送前日に出演を辞退したため、出演するアーティストは最終発表時点で104組となった。
- モーニング娘。'17が『ジェラシー ジェラシー』の歌唱中にCMに入ってしまう放送事故が発生。進行の江藤・石井・伊東が陳謝する場面があり、仕切り直して歌唱した。なお、その歌唱部分は事前収録だった（18歳未満のメンバーが7人いた上に当日はハロー!プロジェクトの夏の合同コンサートの初日で大阪にいたため）[13]。
- 瞬間最高視聴率は山崎育三郎によるMr.Childrenの「終わりなき旅」の歌唱シーンの途中、司会の中居・安住の2人の絵に切り替わり、2人がすっかり聴きに入ってきた瞬間で14.6%を記録した[14]。

### 第8回（2018年）
- 放送日時：2018年7月14日 14:00 - 21:54（第1部）・23:45 - 15日 5:00（第2部）[注 23]

総合司会（第1部）
- 中居正広
- 安住紳一郎（TBSアナウンサー）

進行（第2部）
- 江藤愛（TBSアナウンサー）
- 石井大裕（同上）
- 伊東楓（同上）

出演アーティスト
- 明石家さんま
- Aqours
- AKB48
- SKE48
- NMB48
- HKT48
- NGT48
- STU48
- A.B.C-Z
- E-girls
- 家入レオ
- 石井竜也
- 石川さゆり
- 今井美樹
- 宇多田ヒカル
- HY
- EXILE
- エレファントカシマシ
- 大竹しのぶ
- 小袋成彬
- GAO
- 加山雄三
- KAT-TUN
- Kis-My-Ft2
- きゃりーぱみゅぱみゅ
- King & Prince
- キンタロー。&ロペス（スペシャルコラボ）
- 楠瀬誠志郎
- Creepy Nuts
- KREVA
- CHEMISTRY
- 欅坂46
- けやき坂46[注 24]
- KEN☆Tackey
- 香西かおり
- 郷ひろみ
- サザンオールスターズ
- the peggies
- THE RAMPAGE from EXILE TRIBE
- 三代目 J Soul Brothers from EXILE TRIBE
- サンプラザ中野くん
- サンボマスター
- ジェジュン
- ジャニーズWEST
- 私立恵比寿中学
- 城田優
- GENERATIONS from EXILE TRIBE
- シシド・カフカ
- JUJU
- JUN SKY WALKER(S)
- スキマスイッチ
- Superfly
- SEKAI NO OWARI
- Sexy Zone
- Sonar Pocket
- 高橋優
- 谷村新司
- DA PUMP
- ROCKETS（金曜ドラマ『チア☆ダン』スペシャルコラボ）
- Chuning Candy
- TRF
- T-BOLAN
- DEEN
- DEAN FUJIOKA
- 電波少女
- To Be Continued
- 德永英明
- ナオト・インティライミ
- 西野カナ
- NEWS
- 乃木坂46
- Perfume
- 一青窈
- Beverly
- 平井堅
- V6
- フェアリーズ
- 福耳
- 藤井フミヤ
- 藤森慎吾（オリエンタルラジオ）（スペシャルコラボ）
- FLYING KIDS
- フレデリック
- FlowBack
- 堀内孝雄
- ポルノグラフィティ
- 前川清
- 三浦大知
- 三浦祐太朗
- Mrs. GREEN APPLE
- miwa
- ももいろクローバーZ
- 森山直太朗
- モーニング娘。'18
- ユニコーン
- LiSA
- Little Glee Monster
- Rihwa
- Leola
- Lenny code fiction
- 和楽器バンド
- 和田アキ子 with BOYS AND MEN研究生
- WANIMA

中継リポーター
- 佐藤彩（HBCアナウンサー）
- 中嶋絵美（TUFアナウンサー）
- 中根夕希（RCCアナウンサー）
- 片野達朗（RBCアナウンサー）
- 仲村美涼（同上）

- 今回は番組の通し企画として、TBS系列でレギュラー番組のMCを担当している有名人がVTR出演し、自身の人生において忘れない大切な楽曲を紹介する「アノ日の歌」が行われた。
- 8回目にして初めて海外からの中継が行われ、台湾・国立故宮博物院前からLittle Glee Monsterと一青窈が出演した。
- 視聴率は、14:00 〜 19:00が7.3%、19:00 〜 21:54が11.6%、23:45 〜 翌0:45が4.5%、0:45 〜 5:00が2.2%だった。また、瞬間最高視聴率は21:10頃、元夫婦のタレント・明石家さんまと女優の大竹しのぶが、高橋優と共に前年の2017年に発売したコラボ曲「キライナヒト」を披露した場面で15.9%だった[15]。

### 第9回（2019年）
- 放送日時：2019年7月13日 14:00 - 21:54（第1部）・23:45 - 14日 5:00（第2部）[注 25]

総合司会（第1部）
- 中居正広
- 安住紳一郎（TBSアナウンサー）

「時代」大合唱企画・指揮
- ビートたけし

進行（第2部）
- 江藤愛（TBSアナウンサー）
- 国山ハセン（同上）

Paraviバックステージ配信司会
- 伊東楓（TBSアナウンサー）
- 宇内梨沙（同上）[16]

出演アーティスト
- AI
- IZ*ONE
- 藍井エイル
- Aqours
- 麻倉未稀
- 足立佳奈
- 嵐
- アリス
- E-girls
- 家入レオ
- 石川さゆり
- 伊原六花
- 内田雄馬
- ウルフルズ
- HY
- AKB48
- STU48
- A.B.C-Z
- エドガー・サリヴァン
- エレファントカシマシ
- 尾崎裕哉
- Only this time
- 甲斐バンド
- KAT-TUN
- 岸谷香
- Kis-My-Ft2
- 木村カエラ
- KinKi Kids
- King & Prince
- 倉木麻衣
- GLAY
- KREVA
- CHEMISTRY
- 欅坂46
- ゴールデンボンバー
- ゴスペラーズ
- Saucy Dog
- ザ・コインロッカーズ
- The Super Ball
- 三代目 J SOUL BROTHERS from EXILE TRIBE
- GENERATIONS from EXILE TRIBE
- THE RAMPAGE from EXILE TRIBE
- BALLISTIK BOYZ from EXILE TRIBE
- サンプラザ中野くん
- 椎名林檎
- SEAMO
- SHISHAMO
- s**t kingz
- 島津亜矢
- ジャニーズWEST
- Superfly
- スカイピース
- 鈴木愛理
- 鈴木雅之
- Snow Man/ジャニーズJr.
- Sexy Zone
- 世良公則
- DA PUMP
- Chuning Candy
- TUBE
- D-51
- 徳永ゆうき
- DRUM TAO
- 中川翔子
- 長渕剛
- 西川貴教
- NEWS
- nobodyknows+
- 乃木坂46
- Hi-Hi Jets/ジャニーズJr.
- HOWL BE QUIET
- Perfume
- HAN-KUN
- 氷川きよし
- 一青窈
- 日向坂46
- ファンキー加藤
- V6
- フェアリーズ
- BLUE ENCOUNT
- BREAKERZ
- フレンズ
- FLOW
- ふわふわ
- Hey! Say! JUMP
- ポルノグラフィティ
- MAX
- 眉村ちあき
- 三浦大知
- 三浦祐太朗
- 水樹奈々
- 宮本浩次
- milet
- miwa
- モーニング娘。'19
- 森山直太朗
- 山本彩
- UNIONE
- よよか（かねあいよよか）
- Little Glee Monster
- 緑黄色社会
- 渡辺美里
- wacci
- WANIMA

中継リポーター
- 甲斐谷望（IBCアナウンサー、岩手県釜石市・釜石鵜住居復興スタジアム）
- 駒田健吾（TBSアナウンサー、東京都大田区・日本工学院専門学校片柳アリーナ）
- 小林由未子（同上、富山県南砺市・五箇山）
- 渕上沙紀（RCCアナウンサー、広島県福山市・シーパーク大浜）
- 染矢すみれ（NBCアナウンサー、長崎県五島市・鬼岳）

- 出演するアーティストは最終発表時点で106組となった。
- 放送の4日前となる2019年7月9日に逝去した、ジャニーズ事務所の代表取締役社長・ジャニー喜多川の追悼企画が急遽組まれ、同事務所所属のタレント13組70人がTBSのスタジオに集まりジャニーを偲んだ[17]。また、元所属タレントで2019年当時ジャニーズ事務所のグループ会社の社長を務めていた滝沢秀明も、司会の中居からの依頼を受ける形でコメントを寄せ、番組内で紹介された[18]。

## 出演者（2020年代）

### 第10回（2020年）
- 放送日時：2020年7月18日 14:00 - 23:18

総合司会
- 中居正広
- 安住紳一郎（TBSアナウンサー）

進行
- 江藤愛（TBSアナウンサー）

Paraviバックステージ配信司会
- 伊東楓（当時：TBSアナウンサー）
- 山本里菜（同上）

出演アーティスト
- AI
- 嵐
- E-girls
- 家入レオ
- いきものがかり
- 石川さゆり feat.KREVA,MIYAVI
- AKB48
- A.B.C-Z
- エレファントカシマシ
- 影山ヒロノブ
- KAT-TUN
- 関ジャニ∞[注 26]
- Kis-My-Ft2
- 桐谷健太
- KinKi Kids
- King & Prince
- 倉木麻衣
- 欅坂46
- 郷ひろみ
- ゴールデンボンバー
- 三代目 J SOUL BROTHERS from EXILE TRIBE
- サンプラザ中野くん
- サンボマスター
- GENERATIONS from EXILE TRIBE
- ZIGGY
- 島津亜矢
- ジャニーズWEST
- 城田優
- スキマスイッチ
- 鈴木雅之
- SixTONES
- Snow Man
- スピッツ
- SEKAI NO OWARI
- Sexy Zone
- 大事MANブラザーズ 立川俊之
- 高橋洋子
- 谷村新司
- DA PUMP
- TUBE
- DOZAN11(三木道三)
- 新妻聖子
- 西川貴教×ASCA
- NEWS
- 乃木坂46
- Perfume
- 氷川きよし
- BEGIN
- BiSH
- 日向坂46
- 平原綾香
- V6
- FIELD OF VIEW
- flumpool
- Hey! Say! JUMP
- MAX
- 松平健
- MAN WITH A MISSION
- MISIA
- 三浦大知
- 宮本浩次
- milet
- 森高千里
- 森山直太朗
- LiSA
- Little Glee Monster
- WANDS

中継リポーター
- 宇内梨沙（当時：TBSアナウンサー）福島県いわき市・四倉海岸&小名浜港
- 宇賀神メグ（TBSアナウンサー）神奈川県横浜市青葉区・緑山スタジオ・シティ
- 古谷有美（TBSアナウンサー）奈良県奈良市・華厳宗大本山東大寺
- 日比麻音子（TBSアナウンサー）長崎県佐世保市・ハウステンボス
- 仲田紀久子（RBCアナウンサー）沖縄県読谷村・ヨミタンリゾート沖縄&恩納村・琉球村
ほか

- 出演するアーティストは最終発表時点で68組となった。
- 中居が同年3月31日にジャニーズ事務所を退所してから初の放送となり、出演した同所所属アーティスト14組は、本放送が中居の退所後初の共演となった。
- 本番組の音楽監修を務め、同年6月に逝去した服部克久を追悼する企画が番組内で行われた[19]。
- 放送直前に俳優の三浦春馬が死去（享年30）。放送中にニュース速報が流れ、多くの出演者に衝撃が走った。三浦の代表作とも言える映画『君に届け』で主題歌を担当したflumpoolや、生前親交があった城田優らが悲しみの中、楽曲を披露した[20][21]。この2組を含め、訃報を受けて選曲の多くが「三浦春馬に捧げている」と話題になった。
- 当時乃木坂46の生田絵梨花は体調不良のため出演を取りやめた。参加予定だった「ファンが選んだディズニーソングTOP10カバーリレー」は、同グループの久保史緒里が代役を務めた[22]。
- 視聴率は前半（14時〜19時）が9.9%、後半（19時〜23時18分）が13.5%。瞬間最高は16.5%で、Little Glee Monsterが安室奈美恵の「Hero」をカバーしているシーンであった[23]。

### 第11回（2021年春）
- 放送日時：2021年3月11日 19:00 - 22:57

総合司会
- 中居正広
- 安住紳一郎（TBSアナウンサー）

出演アーティスト
- AI
- YEN TOWN BAND
- 岸谷香
- Kis-My-Ft2
すべての「音楽の日」に出演している[24]ことから、司会の中居に『「音楽の日」レギュラー』と言われた[25]。
- GLAY
- 小林武史
- 櫻井和寿
- サンボマスター
- 柴咲コウ
- スガシカオ
- MISIA
- 宮本浩次
- milet
- 森山直太朗
- MONKEY MAJIK
- ゆず
- Rake
- Bank Band
- FUNKY MONKEY BABYS

- 放送日に東日本大震災の発生から10年の節目を迎えるこの回は東北放送の制作協力の元、宮城県・セキスイハイムスーパーアリーナから生放送を行った。なお当日、放送前に中居・安住が同施設に特設された献花台へ花を手向け、犠牲者の冥福を祈った。
- 平日の放送、夏季以外の季節での放送、更に赤坂のTBS放送センターではなく地方をメインにしての放送はいずれも初めて。こうした事情から第2回以来9年ぶりに放送時間が大幅縮小された。
- 2013年に解散したFUNKY MONKEY BABYSは本番組にて約8年ぶりに一夜限りでの復活を果たした。同じく宮城県の楽天生命パーク宮城からの歌唱となり、同年以来約8年ぶりに東北楽天ゴールデンイーグルスへ復帰した田中将大も、同球団のオープン戦開催地である静岡県内から中継で生出演した[26][27]。
- エンディングではハイライト映像と共に出演アーティスト・サポートを含めたバンドのメンバーや合唱参加団体の名前、そしてトメとして安住と中居の名前がロールスーパーで表示された。
- 最後に同年夏に第12回が放送される事を中居が予告して終了した。
- 視聴率は10.7%を記録した[28]。また、瞬間最高視聴率はFUNKY MONKEY BABYSによる「あとひとつ」の歌唱中で14.2%だった[29]。

### 第12回（2021年夏）
- 放送日時：2021年7月17日 14:00 - 21:54

総合司会
- 中居正広
- 安住紳一郎（TBSアナウンサー）

進行
- 江藤愛（TBSアナウンサー）

Paraviバックステージ生配信・司会
- 良原安美（TBSアナウンサー）
- 野村彩也子（同上）

出演アーティスト
- AI
- あいみょん
- 家入レオ
- いきものがかり
- EXIT
- 石川さゆり
- AKB48
- A.B.C-Z
- EXILE
- ENHYPEN
- Awesome City Club
- 大原櫻子
- Official髭男dism
- KAT-TUN
- 上白石萌音
- 川崎鷹也
- 関ジャニ∞
- Kis-My-Ft2
- KinKi Kids
- King & Prince
- クリス・ハート
- 郷ひろみ
- ゴールデンボンバー
- Coldplay
- 小林武史（Bank Band）
- 斉藤由貴
- 櫻井和寿（Bank Band）
- 櫻坂46
- Salyu
- 三代目 J SOUL BROTHERS from EXILE TRIBE
- 島津亜矢
- 清水美依紗
- ジャニーズWEST
- SixTONES
- Snow Man
- SEKAI NO OWARI
- Sexy Zone
- SEVENTEEN
- DA PUMP
- T.M.Revolution
- DEAN FUJIOKA
- DISH//
- 東京事変
- 刀剣男士
- TOMORROW X TOGETHER
- TWICE
- 徳永英明
- DRUM TAO
- ナオト・インティライミ
- 長渕剛
- NEWS
- 乃木坂46
- Perfume
- ハラミちゃん
- BTS
- 氷川きよし
- BiSH
- 日向坂46
- V6
- Foorin
- Hey! Say! JUMP
- 星野源
- MISIA
- 三浦大知
- milet
- 山寺宏一
- 優里
- ゆず
- LiSA
- Little Glee Monster
- Little Black Dress
- WANIMA
- WANDS

中継リポーター
- 糸永有希（RKKアナウンサー、熊本県熊本市中央区・熊本城内加藤神社）
- 飯田万結（itvアナウンサー、愛媛県愛南町・高茂岬）
- 清水麻椰（MBSアナウンサー、和歌山県那智勝浦町・飛瀧神社）
- 日比麻音子（TBSアナウンサー、神奈川県横浜市青葉区・緑山スタジオシティ）
- 宇内梨沙（当時TBSアナウンサー、宮城県利府町・セキスイハイムスーパーアリーナ）

- V6は同年11月1日に解散したため、最後の音楽の日の出演となった[30]。
- 乃木坂46は『乃木坂46 真夏の全国ツアー2021』仙台公演のため、会場より中継での参加となった。
- この年をもって中継先からのTBSテレビおよびJNN系列のアナウンサーの出演がなくなっている。もっとも、TBSアナウンサーの宇内・日比はこの年の10月から土曜日の日中の生放送番組（宇内はBS-TBS『Bizスクエア』、日比は『王様のブランチ』）を担当しているため、翌年以降は出演していない。
- 視聴率[31]
  - 前半（14時〜19時）世帯：7.7% 個人：4.4%
  - 後半（19時〜21時54分）世帯：11.2% 個人：7.3%
  - 瞬間最高：14.4%（世帯、21時2分）、9.4%（個人、21時2分、4分）

### 第13回（2022年）
- 放送日時：2022年7月16日 12:44 - 14:00（もうすぐ音楽の日[注 27][注 28]）・14:00 - 21:54[32][注 29]

総合司会
- 安住紳一郎（TBSアナウンサー）
- 江藤愛(TBSアナウンサー)

進行
- 宮田俊哉（Kis-My-Ft2）

Paraviバックステージ生配信・司会
- 山形純菜（TBSアナウンサー）
- 野村彩也子（同上）

『もうすぐ音楽の日』
- TBS放送センター Aスタジオ
  - Sexy Zone[注 30]
  - 郷ひろみ
  - 西川貴教
  - NEWS
  - Hey! Say! JUMP
  - 三浦大知
  - リトルブラックドレス
  - 和田アキ子[注 31]
- TBS放送センター Bスタジオ
  - 家入レオ
  - STU48
  - BREAKERZ

TBS放送センター Aスタジオ
- あいみょん
- 石丸幹二
- AKB48
- 男闘呼組
- 川崎鷹也
- Kis-My-Ft2
第13回時点で、過去のすべての「音楽の日」に出演している唯一のアーティストである[35][24][注 32]。
- クリス・ハート
- Saucy Dog
- 島津亜矢
- SUPER BEAVER
- SixTONES
- Snow Man
- T.M.Revolution
- DISH//
- なにわ男子
- 新妻聖子
- 乃木坂46
- マカロニえんぴつ
- Mrs. GREEN APPLE
- MONGOL800
- MONGOL800×WANIMA
- yama
- 優里
- 緑黄色社会

TBS放送センター Bスタジオ
- INI
- ウマ娘 プリティーダービー[注 33]
- 影山ヒロノブ
- KAT-TUN
- King & Prince
- 串田アキラ
- Creepy Nuts
- サンボマスター
- スキマスイッチ
- Tani Yuuki
- 長渕剛
- Novelbright
- Perfume
- MAHO堂
- 矢沢永吉

国立競技場 特設ステージ
- EXILE
- 郷ひろみ
- 小林武史
- 櫻坂46
- ジャニーズWEST
- SEKAI NO OWARI
- Sexy Zone
- NEWS
- 氷川きよし
- 日向坂46
- 平原綾香
- FUNKY MONKEY BΛBY'S
- Hey! Say! JUMP
- milet
- ゆず
- Little Glee Monster

広島県広島市中区・広島平和記念公園
- AI

長崎県長崎市・稲佐山公園野外ステージ
- MISIA

沖縄県宜野湾市・ぎのわんトロピカルビーチ
- ISSA
- ORANGE RANGE
- きただにひろし
- DA PUMP
- BEGIN

VTR出演
- 石川祐希[36]
- 佐々木朗希

- テーマは『メッセージ 〜届けたい歌〜』[37]。
- この回も中居と安住が総合司会を務める予定だったが、放送前の14日に中居が急性虫垂炎を発症し入院したため（代表を務める個人事務所からの発表は放送当日の朝）休演することが発表された[38]。代理の総合司会は江藤が担当した[39]。
- 例年は放送直前の『王様のブランチ・第2部』（関東・一部地域）の終盤に中居と安住が『ブランチ』のスタジオを訪れて番宣（クロストーク）を行うのが恒例だったが、当年はTBSが放映権を持つ『世界陸上2022オレゴン』の中継期間・開催地（アメリカ・オレゴン州）の時差と重なっている事情で当初から『ブランチ』自体が全編休止となるため、初めて放送開始時間を前倒しする事となった[40]。ただし、13:26まで中居がテレビ朝日『中居正広のキャスターな会』にレギュラー出演しているなどの事情から、14:00まではローカルセールス枠による事前番組形式が取られる事となった[注 34]。
- 当初はOfficial髭男dism・King Gnu・NiziUも出演予定だったが、それぞれメンバーのうち1人が新型コロナウイルス陽性と確認または濃厚接触認定を受けたため、出演キャンセルとなった。個人においても、石川さゆりが新型コロナウイルス陽性と確認されたため[41]、こちらも出演キャンセルとなった。石川以外の3グループの該当メンバーは以下の通り。
  - Official髭男dism - 藤原聡[42]
  - King Gnu - 新井和輝（濃厚接触→後に陽性）[43][44]
  - NiziU - MAYUKA[45]

なお、上記3名以外のメンバー全14名についても検査を受け、Official髭男dism・King Gnuはそれぞれ3人とも陰性で濃厚接触ではないと認定されたものの、NiziUは8名中4名（MAYA・AYAKA・MIIHI・NINA）が陽性と確認された。加えて、NiziUは（9人全員が同居していることから）念のため残りの4名も全員一定期間経過観察する予定。
- サプライズゲストとして男闘呼組が登場し、番組内で再結成された[47]。なお、生放送への出演はなく事前収録であったが、男闘呼組のジャニーズ時代の後輩にあたる中居がこの収録に立ち会っており、メンバーと撮影した写真が紹介された。中居はこの直後に虫垂炎を発症したという。放送から6日後の7月22日、『中居正広の金曜日のスマイルたちへ』で、改めて収録日の中居と男闘呼組の4人とのシーンが放送された。なお、この回は中居の退院後にスタジオでのトークパートが急遽収録され、安住・江藤と3人で中居が入院に至る経緯や当日の放送を振り返る形が取られた。
- 今回はスペシャル企画として、千葉ロッテマリーンズの投手・佐々木朗希とあいみょんによる対談企画が放送された。これは佐々木があいみょんの楽曲「今夜このまま」を登場曲に使用していることが縁によるものである[48]。

### 第14回（2023年）
- 放送日時：2023年7月15日 14:00 - 21:54[49]

総合司会
- 中居正広
- 安住紳一郎（TBSアナウンサー）

進行
- 江藤愛(TBSアナウンサー)

TBS放送センター A・Bスタジオ
- INI
- あいみょん
- ano
- いきものがかり
- 石川さゆり
- 江口洋介
- Aimer
- &TEAM
- 織田哲郎
- KAT-TUN
- 関ジャニ∞
- Kis-My-Ft2
- KinKi Kids
- King & Prince
- 倉木麻衣
- クリス・ハート
- Kep1er
- 郷ひろみ
- PSYCHIC FEVER
- 櫻坂46[注 35]
- THE RAMPAGE
- 三代目 J SOUL BROTHERS
- JO1
- GENERATIONS
- s**t kingz
- 島津亜矢
- ジャニーズWEST
- SUPER BEAVER
- SixTONES
- Snow Man
- SEKAI NO OWARI
- Sexy Zone
- ソニン
- DA PUMP
- DXTEEN
- DISH//
- TOMORROW X TOGETHER
- Travis Japan
- 中川晃教
- 中西保志
- 長渕剛
- なにわ男子
- NiziU
- NEWS
- 日向坂46
- Hey! Say! JUMP
- MAZZEL
- マカロニえんぴつ
- Mrs. GREEN APPLE
- 宮野真守
- 優里
- 唯月ふうか
- Little Glee Monster
- Little Black Dress
- Rockon Social Club

赤坂サカス特設ステージ
- INI
- AKB48
- &TEAM
- 郷ひろみ
- JO1
- 湘南乃風
- Tani Yuuki
- BE:FIRST
- ブルーベリーソーダ

TBS放送センター Hスタジオ（BLITZスタジオ）
- MISIA

東京ディズニーリゾート スペシャルパフォーマンス（事前収録）
- AI
- 生田絵梨花
- 石丸幹二
- 上白石萌音
- King & Prince
- 櫻坂46
- ジャニーズWEST
- SixTONES
- Travis Japan
- 中島健人（Sexy Zone）
- 新妻聖子
- 乃木坂46
- 東山紀之
- 日向坂46

韓国からのリモート出演
- ENHYPEN
- NewJeans
- LE SSERAFIM

- テーマは『GIFT ギフト』[49]。
- 開園40周年の東京ディズニーリゾートからスペシャル企画を放送[49]。
- 前回まで実施されていたバックステージ生配信は、取りやめとなった。理由の一つにParaviを運営してきた株式会社プレミアム・プラットフォーム・ジャパンが、2023年6月30日までに株式会社U-NEXTと統合した影響がある。

### 第15回（2024年）
- 放送日時：2024年7月13日 14:00 - 21:56[50]

総合司会
- 中居正広
- 安住紳一郎（TBSアナウンサー）

進行
- 江藤愛(TBSアナウンサー)

アーティスト
- アイナ・ジ・エンド
- AliA
- アリス
- &TEAM
- ENHYPEN
- 奥田民生
- Omoinotake
- Kis-My-Ft2
- King & Prince
- 倉木麻衣
- 櫻坂46
- 三代目 J SOUL BROTHERS
- THE ALFEE
- THE JET BOY BANGERZ
- GENERATIONS
- s**t kingz
- 島津亜矢
- SUPER BEAVER
- スガシカオ
- SixTONES
- Snow Man
- SPYAIR
- SEKAI NO OWARI
- Da-iCE
- DA PUMP
- 超ときめき♡宣伝部
- DISH//
- TOMORROW X TOGETHER
- Travis Japan
- 長渕剛
- なにわ男子
- Number_i
- 新妻聖子
- NewJeans
- 乃木坂46
- 爆風スランプ
- BMSG TRAINEE
- BE:FIRST
- HIPPY
- 平井大
- FUNKY MONKEY BΛBY'S
- FRUITS ZIPPER
- BOYNEXTDOOR
- MY FIRST STORY × HYDE
- マカロニえんぴつ
- ME:I
- MISIA
- 三浦大知
- Mrs. GREEN APPLE
- 優里
- ゆず
- Little Glee Monster
- LE SSERAFIM
- Rockon Social Club
- WANIMA

赤坂サカス特設ステージ
- INI
- 新しい学校のリーダーズ
- AKB48グループ（AKB48・SKE48・NMB48・HKT48・NGT48・STU48）
- 郷ひろみ
- THE RAMPAGE
- JO1
- 超特急
- nobodyknows+
- 日向坂46
- FANTASTICS
- MINMI

- テーマは『hope!音楽のチカラ』[50]。
- SUPER EIGHTの出演が予定されていたが、放送前日に急遽出演取りやめとなった。
- 第1回以来総合司会を務めてきた中居正広は翌年に芸能界を引退したため、この回をもって事実上の降板。

### 第16回（2025年）
放送日時：2025年7月19日 14:00 - 21:56
総合司会
- 安住紳一郎（TBSアナウンサー）
- 江藤愛（同上）

アーティスト
- INI
- IMP.
- Aqua Timez
- WEST.
- Aぇ! group
- AKB48
- XG
- SG
- &TEAM
- 岡本真夜
- キタニタツヤ
- KID PHENOMENON
- CANDY TUNE
- CUTIE STREET
- King & Prince
- 倉木麻衣
- GRe4N BOYZ
- Crystal Kay
- 郷ひろみ
- こっちのけんと
- コレサワ
- 櫻坂46
- THE JET BOY BANGERZ
- 三代目 J SOUL BROTHERS
- JO1
- s**t kingz
- 島津亜矢
- SWEET STEADY
- SUPER BEAVER
- Superfly
- SKY-HI
- SixTONES
- Snow Man
- Da-iCE
- timelesz
- DA PUMP
- 超ときめき♡宣伝部
- 超特急
- 中西保志
- Number_i
- NEWS
- nobodyknows+
- 乃木坂46
- HANA
- BE:FIRST
- 日向坂46
- FRUITS ZIPPER
- BOYNEXTDOOR
- MAZZEL
- MAX
- ME:I
- 三浦大知
- Mrs. GREEN APPLE
- M!LK
- RIP SLYME
- Little Glee Monster
- Little Black Dress
- LIL LEAGUE
- LE SSERAFIM

石川県穴水町からの中継
- Kis-My-Ft2
- HIPPY
- 森山直太朗

東京都江東区・イマーシブフォート東京からの中継
- ILLIT

- テーマは『ココロ』[51]。
- 今回の放送日は同年5月26日の『CDTVライブ!ライブ!』の中で発表されたが、その後日本国政府が第27回参議院議員通常選挙の投票日を同年7月20日に定めたことにより、今回の音楽の日の翌日に『選挙の日』の放送も決まり、TBS放送センター内のテレビスタジオは、7月19日・20日を中心にタイトな運用を強いられる結果となった[52]。

## 主な企画・コーナー

### 大合唱企画
第6回（2016年）から行われている企画。第12回（2021年夏）までは「五元中継大合唱」として、東京都港区赤坂のTBSスタジオと全国各地を中継した。第13回（2022年）は、1,500人を超える中高生が国立競技場からの中継で合唱した。第14回｛2023年）は、Mrs. GREEN APPLEが200人以上の高校生・大学生と合唱。第15回（2024年）は、SUPER BEAVERが「音楽の力を信じる18歳〜25歳」と合唱した。第16回（2025年）は、『ココロ踊る4大合唱』として4曲が合唱される。
| 回 | 放送回 | 放送年   | アーティスト                   | 合唱曲               |
| -- | ------ | -------- | ------------------------------ | -------------------- |
| 1  | 第6回  | 2016年   | 松山千春                       | 大空と大地の中で     |
| 2  | 第7回  | 2017年   | ゆず                           | 栄光の架橋           |
| 3  | 第8回  | 2018年   | EXILE                          | 道                   |
| 4  | 第9回  | 2019年   | 長渕剛                         | 乾杯                 |
| 5  | 第10回 | 2020年   | いきものがかり                 | YELL                 |
| 6  | 第12回 | 2021年夏 | V6                             | WAになっておどろう   |
| 7  | 第13回 | 2022年   | 1500人を超える中高生・小林武史 | いろとりどりのあした |
| 8  | 第14回 | 2023年   | Mrs. GREEN APPLE               | 僕のこと             |
| 9  | 第15回 | 2024年   | SUPER BEAVER                   | 小さな革命           |
| 10 | 第16回 | 2025年   | Aqua Timez                     | 虹                   |
| 10 | 第16回 | 2025年   | WEST.                          | アンジョーヤリーナ   |
| 10 | 第16回 | 2025年   | GRe4N BOYZ × NEWS              | U R not alone        |
| 10 | 第16回 | 2025年   | SG                             | 僕らまた             |

### ダンスコラボ企画
第14回（2023年）から行われている企画。s**t kingzがプロデュースを務める。第14回（2023年）は男性アーティスト12組90名が共演した。第15回（2024年）は女性アーティストを含めた18組125名が参加した。第16回（2025年）は、芸能事務所別の8つのチームによるダンスショーが行われる。
| 回 | 放送回 | 放送年 | タイトル                     |
| -- | ------ | ------ | ---------------------------- |
| 1  | 第14回 | 2023年 | エンタメ界からダンスのGIFT   |
| 2  | 第15回 | 2024年 | 垣根は越えた!今度はバトルだ! |
| 3  | 第16回 | 2025年 | DREAM DANCE                  |

#### エンタメ界からダンスのGIFT（第14回）
| アーティスト                            | 楽曲                   |
| --------------------------------------- | ---------------------- |
| DA PUMP×総勢50名                        | U.S.A.                 |
| Travis Japan×BE:FIRST                   | JUST DANCE!            |
| &TEAM×INI                               | Under the skin         |
| GENERATIONS×JO1                         | AGEHA                  |
| JO1×&TEAM                               | SuperCali              |
| INI×Travis Japan                        | Rocketeer              |
| BE:FIRST×GENERATIONS                    | Boom Boom Back         |
| s**t kingz×選抜メンバー5名              | Oh s**t!! feat. SKY-HI |
| 三代目 J SOUL BROTHERS×DA PUMP×全参加者 | R.Y.U.S.E.I.           |

- 上記アーティストのほか、次世代ダンスボーカルグループとしてPSYCHIC FEVER、DXTEEN、MAZZELが出演した[60]。
- 上記披露曲のほか、レジェンドダンスとして「仮面舞踏会」「Dynamite」「Choo Choo TRAIN」「GOLDFINGER'99」がスペシャルコラボで披露された[60]。

#### 垣根は越えた!今度はバトルだ!（第15回）
| アーティスト     | 楽曲                      |
| ---------------- | ------------------------- |
| 選抜メンバー18名 | Drop (feat. Fatman Scoop) |

| アーティスト           | 対決テーマ               | 楽曲                 |
| ---------------------- | ------------------------ | -------------------- |
| INI                    | 組み技                   | 勝手にシンドバッド   |
| THE RAMPAGE            | 組み技                   | 宿命                 |
| Da-iCE                 | YOASOBI対決              | 怪物                 |
| TOMORROW X TOGETHER    | YOASOBI対決              | 夜に駆ける           |
| ME:I                   | アニソン対決             | 残酷な天使のテーゼ   |
| FANTASTICS             | アニソン対決             | Get Wild             |
| 三代目 J SOUL BROTHERS | 帽子対決                 | come again           |
| DA PUMP                | 帽子対決                 | のびしろ             |
| JO1                    | マイケル・ジャクソン対決 | BEAT IT              |
| Travis Japan           | マイケル・ジャクソン対決 | BAD                  |
| GENERATIONS            | 昭和の名曲対決           | Romanticが止まらない |
| 新しい学校のリーダーズ | 昭和の名曲対決           | 恋のダイヤル6700     |
| AKB48グループ          | 布対決                   | アゲハ蝶             |
| 坂道グループ           | 布対決                   | 白日                 |
| 超特急                 | イス対決                 | Body Feels EXIT      |
| &TEAM                  | イス対決                 | きらり               |
| BE:FIRST               | 映画主題歌対決           | One Last Kiss        |
| Snow Man               | 映画主題歌対決           | EYE OF THE TIGER     |

| アーティスト         | 対決テーマ         |
| -------------------- | ------------------ |
| 佐野玲於 vs 中村海人 | ヒップホップ対決   |
| アロハ vs TAKI       | ロックダンス対決   |
| YORI vs 佐久間大介   | フリースタイル対決 |
| 世界 vs SOTA         | ワールド対決       |

| アーティスト        |
| ------------------- |
| THE JET BOY BANGERZ |
| BMSG TRAINEE        |

| アーティスト               | 楽曲     |
| -------------------------- | -------- |
| s**t kingz×選抜メンバー8名 | MORECHAU |

| アーティスト  | 楽曲                         |
| ------------- | ---------------------------- |
| 18組総勢125名 | Uptown Funk feat. Bruno Mars |

出典
- この回は『垣根は越えた！今度はバトルだ！』をテーマに、『グループ対抗ダンスバトル』『1on1ダンスバトル』『s**t kingz選抜ダンスショー』『ダンス界のホープ ダンスショータイム』の4つの企画が行われた[68]。
- 『グループ対抗ダンスバトル』のラストでは、全18組総勢125名がシンクロダンスを披露した[68][67]。
- 『1on1ダンスバトル』では、各グループからトップダンサー8名が出場し、フリースタイル形式でダンスバトルを繰り広げた[68]。
- 『s**t kingz選抜ダンスショー』では、プロデュースを担当するs**t kingzがこの日のために超高難度ダンスを制作。各グループから選抜されたメンバーが、ハイレベルなダンスショーを繰り広げた[68][69]。
- 『ダンス界のホープ ダンスショータイム』では、次世代ダンスグループのTHE JET BOY BANGERZとBMSG TRAINEEが出演[68]。

#### DREAM DANCE（第16回）
| 曲順 | アーティスト                       | テーマ     | 楽曲           |
| ---- | ---------------------------------- | ---------- | -------------- |
| 1    | STARTO ENTERTAINMENT選抜チーム     | ルンルン   | ミックスナッツ |
| 2    | ライジングプロダクション選抜チーム | ウキウキ   | ココロオドル   |
| 3    | HYBE選抜チーム                     | ドキドキ   | TWILIGHT!!!    |
| 4    | LDH選抜チーム                      | バッキバキ | FANTASTIC BABY |
| 5    | LAPONE GIRLS選抜チーム             | ゾクゾク   | 能動的三分間   |

| 曲順 | アーティスト               | テーマ   | 楽曲              |
| ---- | -------------------------- | -------- | ----------------- |
| 6    | ダンスバトル               |          |                   |
| 7    | 次世代ダンスパフォーマンス | バチバチ | She Wants to Move |
| 8    | 次世代ダンスパフォーマンス | バチバチ | EVERYONE NOSE     |

| 曲順   | アーティスト                 | テーマ    | 楽曲 |
| ------ | ---------------------------- | --------- | ---- |
| Round1 | TOMO、アロハ、NICHOLAS       |           |      |
| Round2 | RAN、TAKUMI、SEITO、中務裕太 | BMSG対LDH |      |

| 曲順 | アーティスト                         | テーマ   | 楽曲                              |
| ---- | ------------------------------------ | -------- | --------------------------------- |
| 9    | 坂道グループ選抜チーム               | メラメラ | Doppelgänger                      |
| 10   | スターダストプロモーション選抜チーム | ガンガン | 倍倍FIGHT!                        |
| 11   | LAPONE ENTERTAINMENT選抜チーム       | ノリノリ | マルシェ                          |
| 12   | BMSG選抜チーム                       | ギラギラ | GILA GILA                         |
| 13   | s**t kingz選抜ドリームチーム         | キラキラ | Believe In My Soul feat. 笠原瑠斗 |

| 曲順 | アーティスト | テーマ   | 楽曲      |
| ---- | ------------ | -------- | --------- |
| 14   | 全員ダンス   | ワイワイ | FANKASTIC |

### 東京ディズニーリゾート スペシャルパフォーマンス
第14回（2023年）と第16回（2025年）に放送。第14回（2023年）は、この年開業40周年を迎えた東京ディズニーリゾートから、アーティストがスペシャルメドレーを披露した。

#### 東京ディズニーリゾート スペシャルパフォーマンス（第14回）
| アーティスト                   | 楽曲                         | 収録地                               |
| ------------------------------ | ---------------------------- | ------------------------------------ |
| 乃木坂46&櫻坂46&日向坂46       | ジャンボリミッキー!          | トゥーンタウン                       |
| 生田絵梨花                     | パート・オブ・ユア・ワールド | マーメイドラグーン                   |
| 石丸幹二&新妻聖子              | 美女と野獣                   | 美女と野獣の城                       |
| ジャニーズWEST                 | ボンファイアーダンス         | アラビアンコースト                   |
| King & Prince&SixTONES         | リビング・イン・カラー       | シンデレラ城                         |
| 大森元貴&上白石萌音            | ホール・ニュー・ワールド     | アラビアンコースト                   |
| AI                             | 星に願いを                   | シンデレラ城                         |
| 東山紀之&中島健人&Travis Japan | シング・シング・シング       | ブロードウェイ・ミュージックシアター |
| BE:FIRST                       | イッツ・ベリー・ミニー!      | ワールドバザール                     |

#### 東京ディズニーリゾート スペシャルパフォーマンス（第16回）
| アーティスト                             | 楽曲                                  | 収録地                   |
| ---------------------------------------- | ------------------------------------- | ------------------------ |
| ME:I×IS:SUE                              | ジャンボリミッキー!                   | シアターオーリンズ       |
| HANA                                     | どこまでも 〜How Far I'll Go〜        | アドベンチャーランド     |
| 中島健人×昆夏美                          | ホール・ニュー・ワールド              | アラビアンコースト       |
| 石丸幹二×新妻聖子×宮野真守×昆夏美×小林唯 | コンパス・オブ・ユア・ハート          | アラビアンコースト       |
| Little Glee Monster                      | レット・イット・ゴー ～ありのままで～ | ファンタジースプリングス |
| 新妻聖子×清水美依紗                      | 生まれてはじめて                      | ファンタジースプリングス |
| 大森元貴                                 | 星に願いを                            | シンデレラ城             |
| Mrs. GREEN APPLE                         | Carrying Happiness                    | シンデレラ城             |

### hopeバンド
第15回（2024年）のテーマ『hope』から名付けた、一夜限りのバンドを結成。音楽プロデューサーの寺岡呼人がバンドマスターとアレンジを担当し、アーティストが名曲の数々を歌い繋いだ。
| 曲順 | アーティスト       | 楽曲                       |
| ---- | ------------------ | -------------------------- |
| 1    | ジェシー           | ultra soul                 |
| 2    | はっとり           | GIFT                       |
| 3    | 北村匠海           | デイ・ドリーム・ビリーバー |
| 4    | アイナ・ジ・エンド | 生まれ来る子供たちのために |
| 5    | ISSA               | キセキ                     |
| 6    | 大野雄大・花村想太 | 栄光の架橋                 |
| 7    | 成田昭次・岡本健一 | TRAIN-TRAIN                |
| 8    | 三浦大知           | 夜空ノムコウ               |
| 9    | MISIA              | 時代                       |

## ネット局
時間はすべて日本標準時（JST）。

### 第1回（2011年）
もうすぐ!音楽の日・第2部はローカルセールス枠、第1部は全国ネット。
- ネット状況について
  - ○…フルネット
  - ×…非ネット

| 放送対象地域   | 放送局                    | もうすぐ!音楽の日 （16日 18:55 - 19:00） | 第1部 （16日 19:00 - 17日 0:18） | 第2部 （17日 0:40 - 2:40） |
| -------------- | ------------------------- | ---------------------------------------- | -------------------------------- | -------------------------- |
| 関東広域圏     | TBSテレビ（TBS）          | ○                                        | ○                                | ○                          |
| 北海道         | 北海道放送（HBC）         | ○                                        | ○                                | ○                          |
| 青森県         | 青森テレビ（ATV）         | ×                                        | ○                                | ○                          |
| 岩手県         | IBC岩手放送（IBC）        | ×                                        | ○                                | ○                          |
| 宮城県         | 東北放送（TBC）           | ×                                        | ○                                | ○                          |
| 山形県         | テレビユー山形（TUY）     | ×                                        | ○                                | ○                          |
| 福島県         | テレビユー福島（TUF）     | ×                                        | ○                                | ○                          |
| 山梨県         | テレビ山梨（UTY）         | ×                                        | ○                                | ○                          |
| 新潟県         | 新潟放送（BSN）           | ○                                        | ○                                | ○                          |
| 長野県         | 信越放送（SBC）           | ×                                        | ○                                | ○                          |
| 静岡県         | 静岡放送（SBS）           | ×                                        | ○                                | ○                          |
| 富山県         | チューリップテレビ（TUT） | ○                                        | ○                                | ×                          |
| 石川県         | 北陸放送（MRO）           | ×                                        | ○                                | ○                          |
| 中京広域圏     | 中部日本放送（CBC）       | ○                                        | ○                                | ×                          |
| 近畿広域圏     | 毎日放送（MBS）           | ×                                        | ○                                | ○                          |
| 鳥取県・島根県 | 山陰放送（BSS）           | ×                                        | ○                                | ○                          |
| 岡山県・香川県 | 山陽放送（RSK）           | ×                                        | ○                                | ○                          |
| 広島県         | 中国放送（RCC）           | ×                                        | ○                                | ○                          |
| 山口県         | テレビ山口（tys）         | ×                                        | ○                                | ○                          |
| 愛媛県         | あいテレビ（ITV）         | ×                                        | ○                                | ○                          |
| 高知県         | テレビ高知（KUTV）        | ×                                        | ○                                | ○                          |
| 福岡県         | RKB毎日放送（RKB）        | ×                                        | ○                                | ○                          |
| 長崎県         | 長崎放送（NBC）           | ×                                        | ○                                | ○                          |
| 熊本県         | 熊本放送（RKK）           | ×                                        | ○                                | ○                          |
| 大分県         | 大分放送（OBS）           | ×                                        | ○                                | ○                          |
| 宮崎県         | 宮崎放送（MRT）           | ×                                        | ○                                | ○                          |
| 鹿児島県       | 南日本放送（MBC）         | ×                                        | ○                                | ○                          |
| 沖縄県         | 琉球放送（RBC）           | ×                                        | ○                                | ×                          |

### 第2回（2012年）、第6回（2016年）〜第12回（2021年）、第14回（2023年）以降
TBS系列28局全局で、全編フルネットで放送。なお、第8回（2018年）はRKB毎日放送のみ自主編成（博多祇園山笠中継）のため、第2部を15日 0:45で打ち切り。 

### 第3回（2013年）
第1部・第4部はローカルセールス枠、もうすぐ!音楽の日・第2部・第3部は全国ネット。
- ネット状況について
  - ○…フルネット
  - △…29日 17:00飛び降り
  - ×…非ネット

TBS・ほか一部系列局で29日 17:00 - 17:30放送分を翌朝（30日 6:15 - 6:45）に録画で遅れネット。
| 放送対象地域   | 放送局                    | 第1部 （29日 14:00 - 17:30） | もうすぐ!音楽の日 （29日 18:50 - 19:00） | 第2部 （29日 19:00 - 30日 0:30） | 第3部 （30日 0:45 - 2:00） | 第4部 （30日 2:00 - 5:00） |
| -------------- | ------------------------- | ---------------------------- | ---------------------------------------- | -------------------------------- | -------------------------- | -------------------------- |
| 関東広域圏     | TBSテレビ（TBS）          | ○                            | ○                                        | ○                                | ○                          | ○                          |
| 北海道         | 北海道放送（HBC）         | △                            | ○                                        | ○                                | ○                          | ○                          |
| 青森県         | 青森テレビ（ATV）         | ×                            | ○                                        | ○                                | ○                          | ×                          |
| 岩手県         | IBC岩手放送（IBC）        | ○                            | ○                                        | ○                                | ○                          | ○                          |
| 宮城県         | 東北放送（TBC）           | ○                            | ○                                        | ○                                | ○                          | ○                          |
| 山形県         | テレビユー山形（TUY）     | ×                            | ○                                        | ○                                | ○                          | ×                          |
| 福島県         | テレビユー福島（TUF）     | ○                            | ○                                        | ○                                | ○                          | ○                          |
| 山梨県         | テレビ山梨（UTY）         | ×                            | ○                                        | ○                                | ○                          | ○                          |
| 新潟県         | 新潟放送（BSN）           | ×                            | ○                                        | ○                                | ○                          | ○                          |
| 長野県         | 信越放送（SBC）           | ×                            | ○                                        | ○                                | ○                          | ×                          |
| 静岡県         | 静岡放送（SBS）           | △                            | ○                                        | ○                                | ○                          | ○                          |
| 富山県         | チューリップテレビ（TUT） | ×                            | ○                                        | ○                                | ○                          | ○                          |
| 石川県         | 北陸放送（MRO）           | ○                            | ○                                        | ○                                | ○                          | ○                          |
| 中京広域圏     | 中部日本放送（CBC）       | ○                            | ○                                        | ○                                | ○                          | ○                          |
| 近畿広域圏     | 毎日放送（MBS）           | ○                            | ○                                        | ○                                | ○                          | ×                          |
| 鳥取県・島根県 | 山陰放送（BSS）           | ×                            | ○                                        | ○                                | ○                          | ×                          |
| 岡山県・香川県 | 山陽放送（RSK）           | ×                            | ○                                        | ○                                | ○                          | ×                          |
| 広島県         | 中国放送（RCC）           | ○                            | ○                                        | ○                                | ○                          | ○                          |
| 山口県         | テレビ山口（tys）         | ×                            | ○                                        | ○                                | ○                          | ○                          |
| 愛媛県         | あいテレビ（ITV）         | ○                            | ○                                        | ○                                | ○                          | ○                          |
| 高知県         | テレビ高知（KUTV）        | ×                            | ○                                        | ○                                | ○                          | ×                          |
| 福岡県         | RKB毎日放送（RKB）        | △                            | ○                                        | ○                                | ○                          | ○                          |
| 長崎県         | 長崎放送（NBC）           | ×                            | ○                                        | ○                                | ○                          | ×                          |
| 熊本県         | 熊本放送（RKK）           | △                            | ○                                        | ○                                | ○                          | ○                          |
| 大分県         | 大分放送（OBS）           | ×                            | ○                                        | ○                                | ○                          | ×                          |
| 宮崎県         | 宮崎放送（MRT）           | ×                            | ○                                        | ○                                | ○                          | ×                          |
| 鹿児島県       | 南日本放送（MBC）         | ○                            | ○                                        | ○                                | ○                          | ○                          |
| 沖縄県         | 琉球放送（RBC）           | △                            | ○                                        | ○                                | ○                          | ○                          |

### 第4回（2014年）
第1部・第4部はローカルセールス枠、もうすぐ!音楽の日・第2部・第3部は全国ネット。
- ネット状況について
  - ○…フルネット
  - △…2日 17:00飛び降り
  - ×…非ネット

| 放送対象地域   | 放送局                    | 第1部 （2日 14:00 - 17:30） | もうすぐ!音楽の日 （2日 18:50 - 19:00） | 第2部 （2日 19:00 - 3日 0:30） | 第3部 （3日 0:45 - 2:00） | 第4部 （3日 2:00 - 5:00） |
| -------------- | ------------------------- | --------------------------- | --------------------------------------- | ------------------------------ | ------------------------- | ------------------------- |
| 関東広域圏     | TBSテレビ（TBS）          | ○                           | ○                                       | ○                              | ○                         | ○                         |
| 北海道         | 北海道放送（HBC）         | ○                           | ○                                       | ○                              | ○                         | ○                         |
| 青森県         | 青森テレビ（ATV）         | △                           | ○                                       | ○                              | ○                         | ○                         |
| 岩手県         | IBC岩手放送（IBC）        | ○                           | ○                                       | ○                              | ○                         | ○                         |
| 宮城県         | 東北放送（TBC）           | ○                           | ○                                       | ○                              | ○                         | ○                         |
| 山形県         | テレビユー山形（TUY）     | ○                           | ○                                       | ○                              | ○                         | ○                         |
| 福島県         | テレビユー福島（TUF）     | ○                           | ○                                       | ○                              | ○                         | ○                         |
| 山梨県         | テレビ山梨（UTY）         | ×                           | ○                                       | ○                              | ○                         | ○                         |
| 新潟県         | 新潟放送（BSN）           | ×                           | ○                                       | ○                              | ○                         | ○                         |
| 長野県         | 信越放送（SBC）           | ○                           | ○                                       | ○                              | ○                         | ○                         |
| 静岡県         | 静岡放送（SBS）           | ×                           | ○                                       | ○                              | ○                         | ○                         |
| 富山県         | チューリップテレビ（TUT） | ×                           | ○                                       | ○                              | ○                         | ○                         |
| 石川県         | 北陸放送（MRO）           | ○                           | ○                                       | ○                              | ○                         | ○                         |
| 中京広域圏     | CBCテレビ（CBC）          | ○                           | ○                                       | ○                              | ○                         | ○                         |
| 近畿広域圏     | 毎日放送（MBS）           | ○                           | ○                                       | ○                              | ○                         | ○                         |
| 鳥取県・島根県 | 山陰放送（BSS）           | ×                           | ○                                       | ○                              | ○                         | ×                         |
| 岡山県・香川県 | 山陽放送（RSK）           | △                           | ○                                       | ○                              | ○                         | ○                         |
| 広島県         | 中国放送（RCC）           | △                           | ○                                       | ○                              | ○                         | ○                         |
| 山口県         | テレビ山口（tys）         | ○                           | ○                                       | ○                              | ○                         | ○                         |
| 愛媛県         | あいテレビ（ITV）         | ○                           | ○                                       | ○                              | ○                         | ○                         |
| 高知県         | テレビ高知（KUTV）        | ○                           | ○                                       | ○                              | ○                         | ○                         |
| 福岡県         | RKB毎日放送（RKB）        | △                           | ○                                       | ○                              | ○                         | ○                         |
| 長崎県         | 長崎放送（NBC）           | ×                           | ○                                       | ○                              | ○                         | ×                         |
| 熊本県         | 熊本放送（RKK）           | △                           | ○                                       | ○                              | ○                         | ○                         |
| 大分県         | 大分放送（OBS）           | △                           | ○                                       | ○                              | ○                         | ○                         |
| 宮崎県         | 宮崎放送（MRT）           | ×                           | ○                                       | ○                              | ○                         | ○                         |
| 鹿児島県       | 南日本放送（MBC）         | ○                           | ○                                       | ○                              | ○                         | ○                         |
| 沖縄県         | 琉球放送（RBC）           | ○                           | ○                                       | ○                              | ○                         | ○                         |

### 第5回（2015年）
第1部・もうすぐ!音楽の日・CDTV SP第2部の28日2:00以降はローカルセールス枠、第2部・CDTV SP第1部は全国ネット。
- ネット状況について
  - ○…フルネット
  - △…第1部は27日 16:30飛び降り・CDTV SP第2部は2:00飛び降り
  - ×…非ネット

| 放送対象地域   | 放送局                    | 第1部 （27日 14:00 - 17:00） | もうすぐ!音楽の日 （27日 18:25 - 18:30） | 第2部 （27日 18:30 - 23:09） | CDTV SP第1部 （27日 23:45 - 28日 0:45） | CDTV SP第2部 （28日 0:45 - 5:00） |
| -------------- | ------------------------- | ---------------------------- | ---------------------------------------- | ---------------------------- | --------------------------------------- | --------------------------------- |
| 関東広域圏     | TBSテレビ（TBS）          | ○                            | ○                                        | ○                            | ○                                       | ○                                 |
| 北海道         | 北海道放送（HBC）         | ○                            | ○                                        | ○                            | ○                                       | ○                                 |
| 青森県         | 青森テレビ（ATV）         | ×                            | ×                                        | ○                            | ○                                       | ○                                 |
| 岩手県         | IBC岩手放送（IBC）        | ○                            | ×                                        | ○                            | ○                                       | ○                                 |
| 宮城県         | 東北放送（TBC）           | ○                            | ×                                        | ○                            | ○                                       | ○                                 |
| 山形県         | テレビユー山形（TUY）     | ○                            | ×                                        | ○                            | ○                                       | ○                                 |
| 福島県         | テレビユー福島（TUF）     | ○                            | ×                                        | ○                            | ○                                       | ○                                 |
| 山梨県         | テレビ山梨（UTY）         | ×                            | ×                                        | ○                            | ○                                       | ○                                 |
| 新潟県         | 新潟放送（BSN）           | ×                            | ○                                        | ○                            | ○                                       | ○                                 |
| 長野県         | 信越放送（SBC）           | ○                            | ×                                        | ○                            | ○                                       | ○                                 |
| 静岡県         | 静岡放送（SBS）           | △                            | ×                                        | ○                            | ○                                       | ○                                 |
| 富山県         | チューリップテレビ（TUT） | ×                            | ○                                        | ○                            | ○                                       | ○                                 |
| 石川県         | 北陸放送（MRO）           | ○                            | ×                                        | ○                            | ○                                       | ○                                 |
| 中京広域圏     | CBCテレビ（CBC）          | ○                            | ×                                        | ○                            | ○                                       | ○                                 |
| 近畿広域圏     | 毎日放送（MBS）           | ×                            | ×                                        | ○                            | ○                                       | ○                                 |
| 鳥取県・島根県 | 山陰放送（BSS）           | ×                            | ×                                        | ○                            | ○                                       | △                                 |
| 岡山県・香川県 | 山陽放送（RSK）           | ○                            | ×                                        | ○                            | ○                                       | ○                                 |
| 広島県         | 中国放送（RCC）           | ×                            | ×                                        | ○                            | ○                                       | ○                                 |
| 山口県         | テレビ山口（tys）         | ○                            | ×                                        | ○                            | ○                                       | ○                                 |
| 愛媛県         | あいテレビ（ITV）         | ○                            | ×                                        | ○                            | ○                                       | ○                                 |
| 高知県         | テレビ高知（KUTV）        | ○                            | ×                                        | ○                            | ○                                       | ○                                 |
| 福岡県         | RKB毎日放送（RKB）        | △                            | ×                                        | ○                            | ○                                       | ○                                 |
| 長崎県         | 長崎放送（NBC）           | △                            | ×                                        | ○                            | ○                                       | △                                 |
| 熊本県         | 熊本放送（RKK）           | △                            | ×                                        | ○                            | ○                                       | ○                                 |
| 大分県         | 大分放送（OBS）           | ○                            | ×                                        | ○                            | ○                                       | ○                                 |
| 宮崎県         | 宮崎放送（MRT）           | △                            | ×                                        | ○                            | ○                                       | ○                                 |
| 鹿児島県       | 南日本放送（MBC）         | ○                            | ×                                        | ○                            | ○                                       | ○                                 |
| 沖縄県         | 琉球放送（RBC）           | ○                            | ×                                        | ○                            | ○                                       | ○                                 |

### 第13回（2022年）
もうすぐ音楽の日はローカルセールス枠、番組本編は全国ネット。
前述の通り、『キユーピー3分クッキング』CBCテレビ版のごく一部のネット局では、12:44 - 12:54に放送した上で、13:00に飛び乗りの形で放送。
- ネット状況について
  - ○…フルネット
  - △…13:00飛び乗り
  - ×…非ネット

| 放送対象地域   | 放送局                    | もうすぐ音楽の日 （12:44 - 14:00） | 番組本編 （14:00 - 21:54） |
| -------------- | ------------------------- | ---------------------------------- | -------------------------- |
| 関東広域圏     | TBSテレビ（TBS）          | ○                                  | ○                          |
| 北海道         | 北海道放送（HBC）         | △                                  | ○                          |
| 青森県         | 青森テレビ（ATV）         | ×                                  | ○                          |
| 岩手県         | IBC岩手放送（IBC）        | ×                                  | ○                          |
| 宮城県         | 東北放送（tbc）           | ×                                  | ○                          |
| 山形県         | テレビユー山形（TUY）     | ○                                  | ○                          |
| 福島県         | テレビユー福島（TUF）     | △                                  | ○                          |
| 山梨県         | テレビ山梨（UTY）         | ○                                  | ○                          |
| 新潟県         | 新潟放送（BSN）           | ×                                  | ○                          |
| 長野県         | 信越放送（SBC）           | ×                                  | ○                          |
| 静岡県         | 静岡放送（SBS）           | △                                  | ○                          |
| 富山県         | チューリップテレビ（TUT） | ×                                  | ○                          |
| 石川県         | 北陸放送（MRO）           | ×                                  | ○                          |
| 中京広域圏     | CBCテレビ（CBC）          | △                                  | ○                          |
| 近畿広域圏     | 毎日放送（MBS）           | ×                                  | ○                          |
| 鳥取県・島根県 | 山陰放送（BSS）           | ○                                  | ○                          |
| 岡山県・香川県 | RSK山陽放送（RSK）        | ○                                  | ○                          |
| 広島県         | 中国放送（RCC）           | ○                                  | ○                          |
| 山口県         | テレビ山口（tys）         | ×                                  | ○                          |
| 愛媛県         | あいテレビ（ITV）         | ○                                  | ○                          |
| 高知県         | テレビ高知（KUTV）        | ○                                  | ○                          |
| 福岡県         | RKB毎日放送（RKB）        | ○                                  | ○                          |
| 長崎県         | 長崎放送（NBC）           | ×                                  | ○                          |
| 熊本県         | 熊本放送（RKK）           | △                                  | ○                          |
| 大分県         | 大分放送（OBS）           | ×                                  | ○                          |
| 宮崎県         | 宮崎放送（MRT）           | ×                                  | ○                          |
| 鹿児島県       | 南日本放送（MBC）         | ○                                  | ○                          |
| 沖縄県         | 琉球放送（RBC）           | ×                                  | ○                          |

## スタッフ（第16回）
- 制作：大木真太郎、髙宮望
- ナレーション：真地勇志、落合福嗣、落合隼亮、江藤愛（TBSアナウンサー）
- TM：中村全希
- TP：中川清志、荒井隆之
- 中継TM：掛田大輔、重地渉
- 中継TP：石川浩之、松田栄二
- 美術プロデューサー︰宇野宏美
- JNN協力：MRO、MBS、RKB、SBS
- 技術協力：TBS ACT、RISING、西尾レントオール株式会社、PC Lights Inc.、m−tech style
- 写真協力：PIXTA
- 合唱アレンジ：田中雪子
- 音楽協力：FACE MUSIC、オーチャード
- 制作協力：ファルコン、ボトム、クラリシオン、シークマン、山口社
- 構成：羽柴拓
- 宣伝：山岸信良、高島瑞希
- データ放送：志村宗隆、安国依子
- ホームページ：山内慈照、花田貴昭、澤岻和乃
- 配信：杉山英里
- デスク：小川伸子
- 編成：小島健之
- 公開：松元裕二、中垣雄稀、大島駿、加藤真史、藤井綾香、金田厚史
- TK：長谷川道子、生川友美、五味真琴
- 協力プロデューサー：落合芳行、吉橋隆雄、樋江井彰敏、松原由昌、志賀大士、石黒光典、山口雄太、原田康弘
- AP：遠藤英里、大曲夏奈子、山縣奈緒、長内信博、松原元美、山口葉月
- 制作進行：金子美樹、松木秀祐、大野道子、木ノ本真菜、岩澤恋、﨑山結衣
- 舞台監督：渡辺沙織、遠藤海斗、植木修一、瀧澤将太
- ディレクター：赤阪千明、池田絢太、伊藤大輔、伊藤大基、黒川展寛、竹村直、橋本詳吾、土屋佳弘、古賀輝彦、橘信吾、貝瀬友里、久米慶一郎、桑原大智、北村太洋、山下壱晟、加藤雄一朗、原口虹架、五十嵐莉子、諏訪拓朗、島田ひかる、玉上義亮、濱村亮平
- 演出：小野塚英明、伊藤秀人、米澤孝祐、早川康弘、池田千春、柴田猛司
- プロデューサー：寺田裕樹
- 総合演出：竹永典弘
- 制作：TBSテレビコンテンツ制作局バラエティ制作部
- 製作著作：TBS

### 歴代のスタッフ
- ナレーター：服部潤、磯部弘、山崎岳彦、渡辺直美、田中秀幸、家入レオ[80]、駒田健吾（TBSアナウンサー）
- 構成：鈴木おさむ、小原信治、清準一郎、若尾守重、美濃部達宏、中野俊成、野村正浩、ひぐちひろき、加藤智久、いまぷくけんじ、佐藤雄介/都築浩
- リサーチ：川上共子、小笠原みさき、村山由紀子、谷岡千江里、播田ナオミ、矢島悦子
- 音楽監督/指揮/編曲：服部克久
- 編曲：佐橋佳幸、宮下博次、笹路正徳、島田昌典、冨田惠一、本間昭光、坂本昌之
- 編曲/指揮：前田憲男、ボブ佐久間、斎藤ネコ
- 編曲/演奏：Tomi yo、紺野紗衣、亀田誠治
- 音楽協力：一般社団法人日本作編曲家協会
- セキスイハイムスーパーアリーナ
  - TD：山根卓也
  - 音声：相馬敦
  - 照明：中川清志
- 宮城県楽天生命パーク宮城中継
  - ディレクター：小野塚英明
- Bank Bandスタッフ
  - 舞台監督：中村元也
  - 制作：川北裕己、森正志
- 宣伝：秋山真人、青木玲奈、鈴木慎治、川鍋昌彦、國井応起、伊藤隆大、眞鍋武、松村紗仁子、筒井理恵、小林恵美子、多賀名千尋、正木文菜
- Twitter：松尾智和
- 編成：岸田大輔、中島啓介、加藤丈博、松本友香、川島優子、佐藤美紀
- 配信：塩川篤史、川元崇史
- ホームページ：菅原風赴
- JNN協力：tbc東北放送、BSN、CBC、RSK、KUTV、itv、MBC、NBC、RBC、RCC、OBS、RKK
- 技術協力：NKL、MT Planning、SJPINC、エピキュラス、Twitter Japan、バンクール、OMNIBUS JAPAN、アンドフィルムスタジオ、プロサウンドスタック、ラ・ルーチェ、SIS、PRG、東通、TBSテックス、エヌ・エス・ティー、TAMCO、ティ・エル・シー、ICCインターナショナル、共立ライティング、Kurosawa Film Studio、東北ティエルシー、MITSUHO
- リサーチ：スノー、トロリー
- 協力：第一興商、青森大学男子新体操部、一般社団法人 日本チアダンス協会 Team JCDA、湘南平塚よさこい 疾風乱舞、KVANT、J-VILLAGE、広島フィルムコミッション、株式会社ヴァンクール、片柳アリーナ（日本工学院専門学校）、長浜市役所、坂出市役所、新田玩具人形株式会社、柿木花火工業、中富良野町、一般社団法人なかふらの観光協会、有限会社サウスエリア、有限会社平尾花火店、キョードー東北、株式会社楽天野球団
- 撮影協力：日本スポーツ振興センター国立競技場、ZOZOマリンスタジアム、ぎのわんトロピカルビーチ、広島平和記念公園
- 写真協力：アフロ
- データ協力：ORICON
- 花火打上げ：日本橋丸玉屋
- 制作協力：tigerair、BMC
- CG協力：The King Maker
- 協力：FUSION
- 感染対策監修・指導：東京慈恵会医科大学嘉糠洋陸
- ミュージシャンコーディネート：荒木浩三（フェイスミュージック）
- 「小さな革命」合唱アレンジ：泉宏樹
- 公開：齋藤絵里子、廣中伸行、中野智之、橋本祐太
- データ放送：髙橋由起江
- TK：藤井ひと美、前場莉奈、岩橋千枝、鈴木裕恵、飯塚愛美
- AD：新井仙熙、澤内友奈、蛯原実生、南朱里、柏原遥、松井邑実、服部紗希、神保光里、山本ひな
- AP：久松理絵、白山真穂、佐藤誠子、森朋子、サード吉田、熊谷侑菜/好田康智、青山恭子、上田彩、森田睦美/髙橋沙代
- 舞台監督：松原拓也、前澤位江、八重垣論
- マネージメントプロデューサー：古谷英一
- 制作プロデューサー：小谷和彦、上原一節、竹中優介、田村恵里
- 協力プロデューサー：金原将公、武藤淳、嵯峨祥平、服部英司、帯純也/田代誠、松田崇裕、寺沢俊哉、坂本義幸、瀬戸口克陽、伊與田英徳、横山英士、小林弘典、福田健太郎、畠山渉、麻生邦浩、中井芳彦、前田菜穂、辻有一、谷澤美和、藤村卓也、山本一雄、時松隆吉、三橋勝宏/村口太郎、清水皓平、福間寛子/坂野茂夫（CBC）、光田力哉、池田絢太、吉地淳悟/神田祐子
- 担当プロデューサー：安永洋平
- 「時代」ロケ合唱ディレクター：有馬巨人、大谷裕、岩永紗代美
- 中継ディレクター：永山靖章
- ディレクター：斎藤崇、成田雅仁、細谷知世、森俊平、川名良和、川崎敬、町田亘、本田哲也、藤田亘、若原誉起、杉井雄哉、千田幸博、石井日出子、古田秀成、菊地和人、石川峻一、石野将一、田又義英、青木俊司、梶浦裕人、菊島由佳子、石野将、長屋瑠見、坂下勝己、深谷俊介、黒田賢史、日向良夫、近藤智彦、佐々木俊、川口央/高田脩、清宮嘉浩、須藤有加、江口聡昭、渡辺晴香、丸尾奈緒美
- 歌演出：伊藤雄介
- 演出：木田将也、原田薫
- 総合演出：高橋智大
- 制作：阿部龍二郎、中川通成
- 制作統括：合田隆信

## 各局の夏の大型音楽番組
- 思い出のメロディー（NHK、1969年 - 2019年）
- 夏祭りにっぽんの歌（テレビ東京系列ほか、1970年 - 2019年）
- FNS歌謡祭 夏[注 59]（フジテレビ系列、2012年 - ）
- THE MUSIC DAY（日本テレビ系列、2013年 - ）
- テレ東音楽祭[注 60]（テレビ東京系列ほか、2014年 - ）
- ミュージックステーションウルトラFES（テレビ朝日系列、2015年 - 2018年[注 61]）
- ライブ・エール（NHK、2020年 - 2024年）